# Drug
Drug (ženski oblik drugarica) (rus. товарищ) je imenica koja označava kolegu, prijatelja ili saveznika. Koristi se i ređe kad se neko želi etiketirati kao komunista. Reč je slovenskog porekla i tokom vremena je imala različito značenje.

## Nepolitičko značenje
U socijalističkoj Jugoslaviji često je korištena u nepolitičkom značenju kolega ili saradnik, u čemu je slična nemačkom Kamerad, odnosno engleskom fellow, companion ili mate. Npr. školski drug (Klassenkamerad, classmate), ratni drug, drug iz vojske (fellow soldier). Dakle, reč je u osnovi označavala saradnika (ili sapatnika) na poslu, u školi, zatvoru ili u vojsci. 
Drugo značenje imenice drug je poznanik (znanac), odnosno neko s kime se družimo, ali ipak nismo u jako dobrim odnosima, odnosno nismo prijatelji.

## Političko značenje
Reč drug je široko korištena u SFRJ u službenom i političkom kontekstu (kao  , engl. comrade, rus. товарищ - tovariš), označavala je:
- članove komunističke partije,
- druge osobe u javnoj službi; npr. drug učitelj / drugarica učiteljica, drug načelnik (predsjednik, sudac) i sl.,
- politički korektnu zamjenu za gospodin/gospođa (drugarice Spasić, baš lepo izgledate danas).

## Literatura
- „The Soldiers Creed and Army Values”. Rhode Island National Guard. Rhode Island National Guard. Архивирано из оригинала 04. 04. 2010. г. Приступљено 10. 10. 2011.